# ニューヨーク・シティ・セレナーデ
「ニューヨーク・シティ・セレナーデ」（原題：Arthur's Theme (Best That You Can Do)）は、クリストファー・クロスの楽曲。
作詞・作曲はクリストファー・クロス、ピーター・アレン、バート・バカラック、キャロル・ベイヤー・セイガー。1981年の映画『ミスター・アーサー』の主題歌。アカデミー賞最優秀歌曲賞受賞曲。
日本では1982年、三菱自動車「トレディア」発売時のCMに使用された。